# ميخايلو ميسخي
ميخايلو ميسخي (بالأوكرانية: Месхі Михайло Мамукович)‏ هو لاعب كرة قدم أوكراني في مركز الوسط، ولد في 26 فبراير 1997 في أوكرانيا. لعب مع FC Stal Kamianske ‏.

## وصلات خارجية
- ميخايلو ميسخي على موقع اتحاد أوكرانيا (الإنجليزية)
- ميخايلو ميسخي على موقع قاعدة بيانات كرة القدم.إي يو (الإنجليزية)
- ميخايلو ميسخي على موقع Soccerway.com (الإنجليزية)